# Holochlora vanderrneermohri
Holochlora vanderrneermohri är en insektsart som beskrevs av Viktor von Ebner-Rofenstein 1934. Holochlora vanderrneermohri ingår i släktet Holochlora och familjen vårtbitare. Inga underarter finns listade i Catalogue of Life.